# Enispa
Enispa is een geslacht van vlinders van de familie Uilen (Noctuidae), uit de onderfamilie Eustrotiinae.

## Soorten
- E. albifrontata Moore, 1888
- E. bilineata Wileman, 1916
- E. eosarialis Walker, 1865
- E. etrocta Hampson, 1910
- E. ferreofusa Hampson, 1910
- E. issikii Fukushima, 1944
- E. oligochra Prout, 1926
- E. phaeopa Turner, 1945
- E. rhodopleura Turner, 1945
- E. rufapicia Hampson, 1918
- E. vinacea Hampson, 1891